# 房法乘
房法乘（？—490年），东清河郡绎幕县（今山东省淄博市博山区）人，祖籍清河郡东武城县（今河北省衡水市故城县），刘宋、南齐官员。

## 生平
房法乘在昇明年间出任萧道成的骠骑中兵，升任左中郎将。房法乘性格正直简易，身高八尺三寸，行为高出众人之上，经常低头弯曲，青州刺史明庆符身高与房法乘等同，南齐朝廷只有这两人最高。永明六年六月丙子（488年7月22日），始兴郡太守房法乘出任交州刺史，取代刘楷。永明八年（490年），房法乘到达交州后，因为生病不处理政务，专门喜好读书。长史伏登之因此独揽大权，改换将领官吏，不让房法乘知道。录事房季文告诉房法乘，房法乘大怒，将伏登之关入监狱。十多天后，伏登之重重的贿赂房法乘的妹夫崔景叔才得以出狱，率领部曲袭击交州将房法乘捉住，对房法乘说：“刺史既然有病，不应该辛劳。”伏登之就将房法乘关在其他的房间中。房法乘没事，又向伏登之索要书籍来阅读，伏登之说：“刺史安静修养还恐怕引发疾病，哪能看书？”于是就不给。伏登之随之上奏朝廷房法乘心病发作，不能处理政事。永明八年十一月乙卯（490年12月18日），齐武帝萧赜任命伏登之为交州刺史。房法乘返回的路上，在大庾岭去世。